# Бондарчук, Иван Афанасьевич
Иван Афанасьевич Бондарчук (20 февраля 1924 года — 23 июня 2013 года) — советский хозяйственный, государственный и политический деятель, первый секретарь Винницкого райкома Компартии Украины, Герой Социалистического Труда.

## Биография
Родился в 1924 году в селе Макаковка. Член КПСС с 1943 года.
С 1941 года — на хозяйственной, общественной и политической работе.
В 1941—1994 гг. — руководитель подпольной комсомольской организации, диверсант, командир разведывательно-диверсионной группы партизанского отряда «За победу» партизанского соединения имени Щорса, секретарь Винницкого райкома партии, председатель Винницкого райисполкома, первый секретарь Винницкого райкома Компартии Украины, секретарь Винницкого обкома КПСС по сельскому хозяйству, заместитель директора по научной работе Украинского научно-исследовательского института кормов, профессор, заведующий кафедрой фундаментально-экономических дисциплин Винницкого кооперативного института.
Указом Президиума Верховного Совета СССР от 26 февраля 1958 года присвоено звание Героя Социалистического Труда с вручением ордена Ленина и золотой медали «Серп и Молот».
Делегат XXIV съезда КПСС.
С 1984 года на пенсии, однако продолжал работать заместителем директора по научной работе Украинского научно-исследовательского института кормов.
Проживал в Виннице. Умер 23 июня 2013 года

## Награды
За трудовые успехи был удостоен:
- золотая звезда «Серп и Молот»
- два ордена Ленина
- Орден Отечественной войны I степени
- Орден Отечественной войны II степени
- два ордена Трудового Красного Знамени
- Орден Красной Звезды
- Орден Знак Почёта
- другие медали.